# Луговское сельское поселение (Крым)
Луговское сельское поселение (укр. Лугівське сільське поселення, крымскотат. Айып Эли кой юрту, Ayıp Eli köy yurtu) — муниципальное образование в Ленинском районе Республики Крым России, на Керченском полуострове.
Административный центр — село Луговое.

## Население
| 2001  | 2014  | 2015  | 2016  | 2017  | 2018  | 2019  |
| ----- | ----- | ----- | ----- | ----- | ----- | ----- |
| 1267  | ↘1035 | ↘1034 | →1034 | ↘1026 | ↘1014 | ↘1006 |
| 2020  | 2021  |       |       |       |       |       |
| ↘1000 | ↗1048 |       |       |       |       |       |

## Состав сельского поселения
| № | Населённый пункт | Тип населённого пункта       | Население |
| - | ---------------- | ---------------------------- | --------- |
| 1 | Луговое          | село, административный центр | ↘906      |
| 2 | Ерофеево         | село                         | ↘129      |

## История
В советское время (до 1926 года) был образован Луговской сельский совет. В период 1962—1976 гг. входил в состав Батальненского сельсовета.
Статус и границы Луговского сельского поселения установлены Законом Республики Крым от 5 июня 2014 года № 15-ЗРК «Об установлении границ муниципальных образований и статусе муниципальных образований в Республике Крым».